# 紅梅隨想曲
《紅梅隨想曲》吳厚元於1980年作的單樂章二胡協奏曲，基本素材是歌劇《江姐》中的歌曲《紅梅贊》，藉著對梅花的描寫讚頌，來描述江姐等人物的性格、情操。本曲最初的版本是交響樂團為伴奏，其後有民樂團伴奏的版本。
此曲在二胡演奏的發展歷史中代表了演奏技術的一大步進，其中許多困難的換把和音階跳進，都是之前的二胡曲所無，因此成為當時演奏家們努力的目標，也因此間接促進了其後二胡演奏技術的突飛猛進。

## 樂曲結構
樂曲由引子和4個主要部分組成：
1. 第1部分：以《紅梅贊》的旋律為主題發展變奏，歌頌紅梅的品格而樂觀向上的精神
2. 第2部分：小快版，二胡和樂隊演出副主題的輕快旋律，表現充滿理想的樂觀精神。
3. 第3部分：從散板發展，運用戲曲音樂中拖腔的要素，接著二胡由慢板深切的抒情，轉入快板的高潮，經過1段二胡獨奏的華彩樂段，進入第4部分。
4. 第4部分：主題再現，《紅梅贊》的主題在樂隊壯闊地演出中展開，展現出奮鬥的精神，最後二胡與樂隊交織快速演奏，在強烈氣勢中結束。